# مذبحة الخصاص
وقعت مذبحة الخصاص في قرية الخصاص التابعة لقضاء صفد بشمال فلسطين، وتقع إلى الشمال من مدينة صفد. هاجمت عناصر من ميليشيا البالماخ الصهيونية القرية يوم 18 ديسمبر 1947، وأطلقوا النيران على سكانها. وأسفر الهجوم عن سقوط 12 قتيلاً، بينهم نساء وخمسة أطفال.